# Mosolf (Unternehmen)

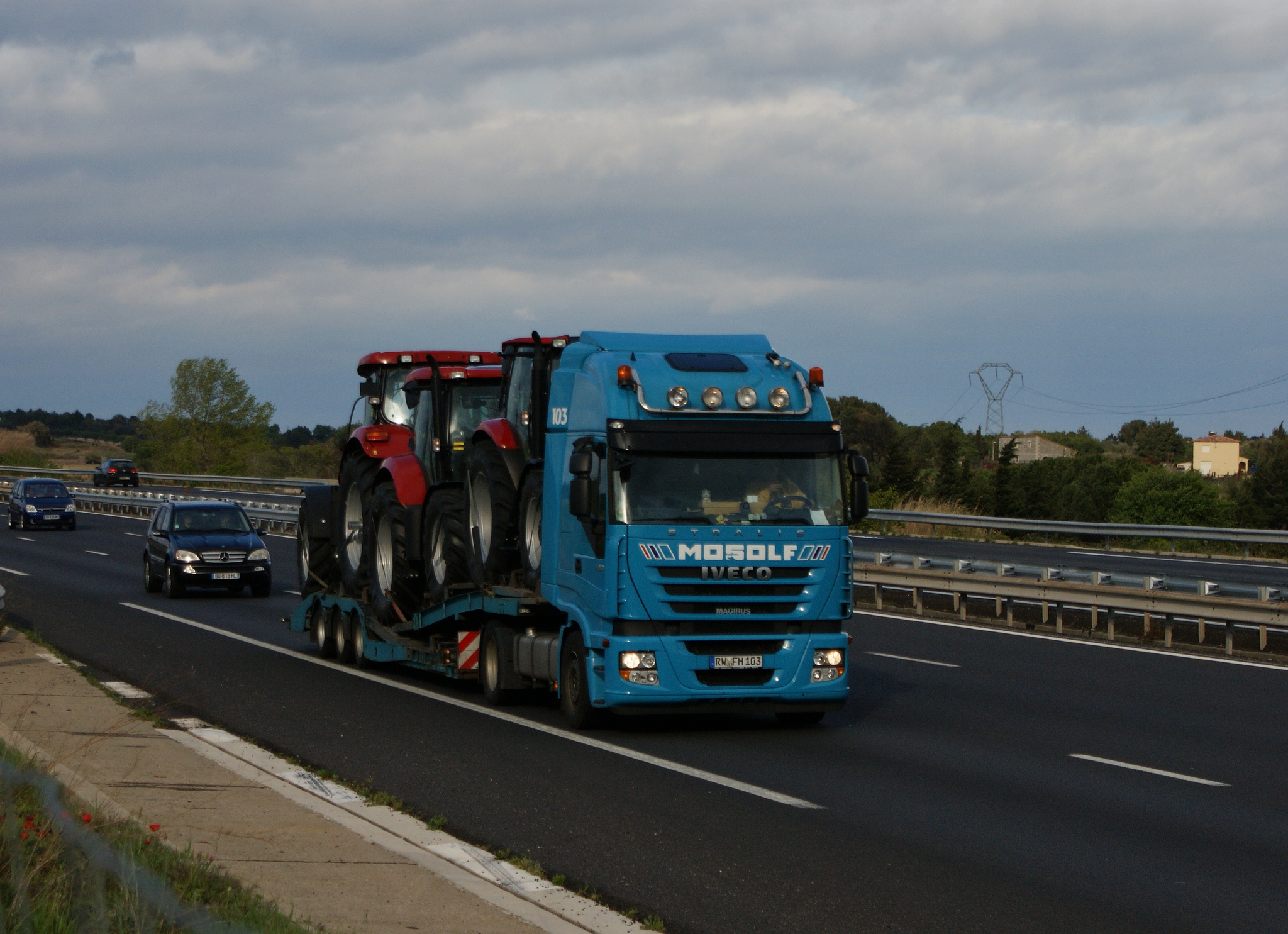
Iveco Stralis des Unternehmens Mosolf

Die Mosolf Gruppe (Eigenschreibweise MOSOLF) ist ein europaweit tätiger Systemdienstleister der Automobilindustrie mit Hauptsitz in Kirchheim unter Teck, Deutschland.
Das inhabergeführte Familienunternehmen unter der Leitung von Dr. Jörg Mosolf bietet umfassende Logistik-, Technik- und Servicelösungen entlang der gesamten Wertschöpfungskette der Automobillogistik – von der Produktionsstätte bis zum Endkunden.

## Leistungsspektrum
Das Unternehmen erbringt eine Vielzahl von Dienstleistungen für die Automobilbranche. Dazu gehören:
- Fahrzeuglogistik: Der Transport von Fahrzeugen innerhalb Europas, einschließlich Standort- und Hafenlogistik.[3]
- Technische Dienstleistungen: Fahrzeugumbauten, Industrielackierungen sowie weitere technische Anpassungen.[3]
- Digitale Lösungen: Entwicklung und Implementierung von Softwarelösungen zur Optimierung und Transparenz in der Fahrzeuglogistik.[3]

Durch ein weitreichendes Netzwerk an Standorten bietet die MOSOLF Gruppe flexible und effiziente Dienstleistungen aus einer Hand.

### Infrastruktur und Flotte
Die MOSOLF Gruppe betreibt zahlreiche Standorte in Europa und beschäftigt etwa 3.200 Mitarbeiter. Die Logistik erfolgt über eine eigene Flotte von rund 800 Fahrzeugspezialtransportern sowie zwei RoRo-Binnenschiffen, wodurch sowohl der Straßen- als auch der Wasserweg für den Transport genutzt wird. Diese multimodalen Verkehrslösungen tragen zu einer flexiblen und umweltfreundlichen Logistik bei.

Zusätzlich verfügt das Unternehmen über Lagerkapazitäten für bis zu 250.000 Fahrzeuge, die in den firmeneigenen Technik- und Logistikzentren untergebracht werden können. 

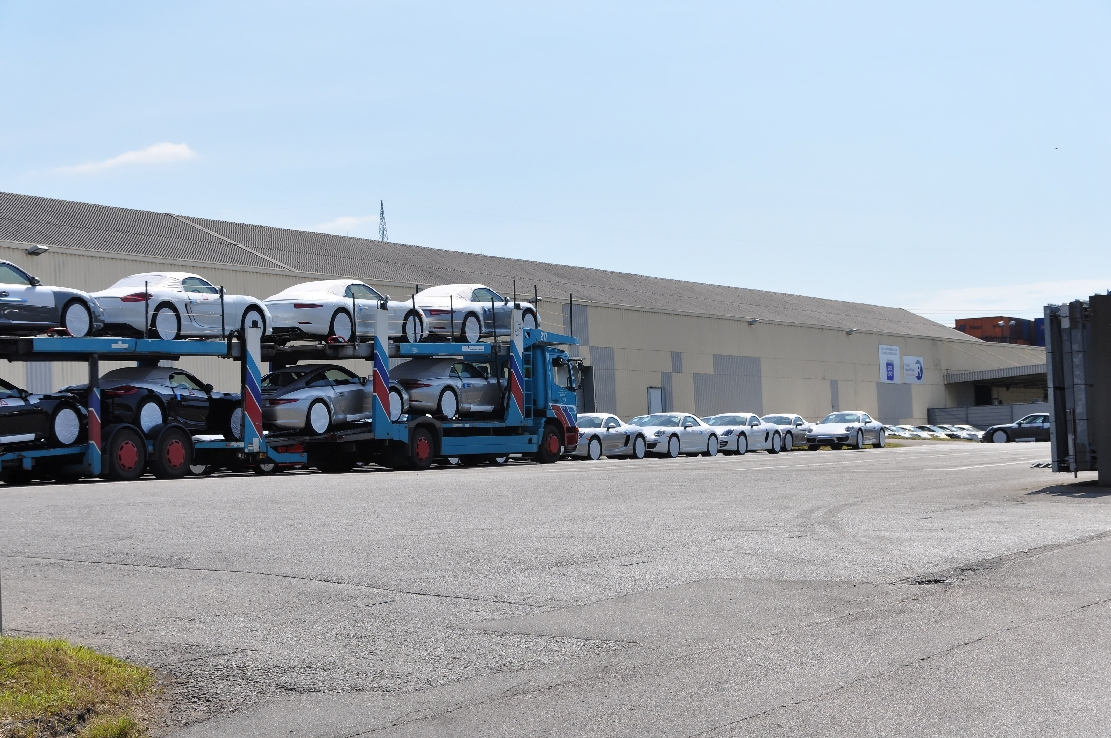
Verladung von Porsche-Pkw beim Rangierbahnhof Kornwestheim

## Geschichte
Das Unternehmen Horst Mosolf Spedition und Transporte wurde 1955 von Horst Mosolf in Kirchheim unter Teck gegründet. Erste Niederlassungen des Unternehmens wurden 1963 in Antwerpen (Belgien) und 1972 in Illingen (Baden-Württemberg) eingerichtet. In Illingen befindet sich noch heute ein großer Umschlagplatz für Fahrzeuge. In den 1980er Jahren erweiterte MOSOLF sein Netzwerk in Spanien, Portugal und Frankreich und stärkte damit seine Präsenz in Europa.
1983 übernahm das Unternehmen das Technik- und Logistikzentrum in Kippenheim vom Fiat-Konzern, das in den 1990er Jahren zu einem Dienstleistungszentrum für den Umbau von Spezialfahrzeugen ausgebaut wurde.
Mit der deutschen Wiedervereinigung expandierte MOSOLF in die neuen Bundesländer und eröffnete 1991 ein Technik- und Logistikzentrum in Glauchau, Sachsen.
1995 gründete das Unternehmen das CarCenter in Zeebrugge (Belgien) und erschloss strategisch wichtige Märkte in Zentraleuropa mit Niederlassungen in Frankreich, Polen und Tschechien.
1999 nahm MOSOLF im Düsseldorfer Rheinhafen ein Technik- und Logistikzentrum in Betrieb und erweiterte seine Transportwege auf die Binnenschifffahrt.
2007 gründete MOSOLF die MOSOLF Automotive Railway (MAR) und weitete seine Aktivitäten auf den Schienentransport aus.
2014 wurde die MOSOLF Retail Solutions GmbH gegründet, um den Bereich Retail Solutions zu stärken.
2023 erweiterte das Unternehmen seine Importkapazitäten durch neue Stellplatzflächen in Cuxhaven.
Am 24. Oktober 2023 wurde der ehemalige Bundesverkehrsminister Andreas Scheuer in den Fachbeirat der Mosolf Group berufen.
2024 weitet die MOSOLF Gruppe ihre Hafenaktivitäten aus und gründet die MOSOLF Port Logistics & Services GmbH (MPLS). Die MPLS vereint die Hafenstandorte Wilhelmshaven und Cuxhaven, das CarCenter Zeebrugge den Standort in Shanghai unter einem Dach.
2025 Übernahme der Transport Overseas Group (TO Group), einschließlich deren Standorte in Belgien, Spanien, Polen und den Vereinigten Arabischen Emiraten.

## Standorte
Das Unternehmen ist mit 43 Standorten in sechs Ländern aktiv (Stand: Dezember 2024).
- Belgien
  - Brüssel, Zeebrugge
- China
  - Shanghai
- Deutschland
  - Buch, Buxtehude, Cuxhaven, Dortmund, Düsseldorf, Eisenach, Germersheim, Glauchau, Gößnitz, Großzöberitz, Illingen, Ketzin, Kippenheim, Kirchheim/Teck, Kitzingen, Kornwestheim, Korschenbroich, Leipzig, Lüdersfeld, Mainz, Rackwitz, Rüsselsheim, Saarlouis, Schöneck, Schweitenkirchen, Überherrn, Viernheim, Wesel, Wilhelmshaven, Wolfsburg, Zörbig, Zwickau
- Frankreich
  - Bussy-Lettrée(Paris/Vatry), Hambach-Cedex
- Polen
  - Bytom, Gdynia, Kleszczów, Mszczonów, Płock
- Tschechien
  - Dobrovice

## Nachhaltigkeit
2022 führte die Mosolf-Gruppe eine Nachhaltigkeitsabteilung ein. Das Unternehmen nutzt ihre Flächen zur Erzeugung erneuerbarer Energien, insbesondere durch Photovoltaikanlagen auf Parkplatzüberdachungen und Hallendächern. Bereits vor einigen Jahren begann das Unternehmen, Logistikflächen für die Solarstromproduktion zu verwenden. Insgesamt wurden PV-Parkplatzüberdachungen mit über 30 MWp Leistung installiert, die jährlich Strom für rund 10.000 Haushalte liefern und damit den eigenen Energiebedarf deutlich übersteigen. Eines dieser Projekte ist die größte PV-Parkplatzüberdachung Deutschlands am Standort Rackwitz (Nordsachsen), die im Frühjahr 2023 mit fertiggestellt wurde. Mosolf nutzt die Überdachung zur Lagerung von Fahrzeugen.
2023 erfolgte die Anschaffung der ersten vollelektrischen Lkw (E-Lkw) in ihre Flotte. Diese Fahrzeuge wurden von dem Schweizer Unternehmen Designwerk Technologies AG in Zusammenarbeit mit Kässbohrer Transport Technik GmbH entwickelt. Seit September 2024 bietet das Unternehmen die „Emissionsfreie Fahrzeugauslieferung Baden-Württemberg“ an. Das Projekt wird mit rund 2 Millionen Euro durch das Bundesministerium für Digitales und Verkehr gefördert und ist Teil der Klimaziele der Landesregierung Baden-Württemberg. Für den Ausbau der Ladeinfrastruktur kooperiert die Mosolf Gruppe mit SMATRICS, einem Anbieter für Elektromobilitätslösungen. Das Unternehmen stellt Ladehardware, Installation und technischen Betrieb bereit.